# Reprezentacja Gruzji w koszykówce kobiet
Reprezentacja Gruzji w koszykówce kobiet – drużyna, która reprezentuje Gruzję w koszykówce kobiet. Za jej funkcjonowanie odpowiedzialny jest Gruziński Związek Koszykówki.